# Chelsea Football Club 1990-1991
Questa voce raccoglie le informazioni riguardanti il Chelsea Football Club nelle competizioni ufficiali della stagione 1990-1991.

## Stagione
Il club londinese termina in undicesima posizione il campionato con un totale di tredici vittorie, dieci pari e quindici sconfitte.
Il Chelsea inizia l'FA Cup dal terzo turno, dove perde 1-3 contro l'Oxford United e quindi viene eliminato.
Il club londinese inizia la Football League Cup dal secondo turno, dove viene vince 5-0 contro il Walsall FC all'andata e 4-1 al ritorno, nel terzo turno pareggia 0-0 contro il Portsmouth FC, nel replay lo batte 3-2, nel quarto batte 2-1 l'Oxford, nel quinto pareggia 0-0 contro il Tottenham Hotspur, nel replay lo batte 3-2, in semifinale viene battuto 0-2 all'andata e 1-3 al ritorno dal Sheffield Wednesday, venendo dunque eliminato.
In Full Members Cup i Blues iniziano dal secondo turno dove battono 1-0 lo Swindon Town, nel terzo perdono 0-1 dopo i tempi supplementari il Luton Town, venendo eliminati dalla competizione.

## Maglie e sponsor
Nella stagione 1990-1991 del Chelsea il main sponsor è Commodore, lo sponsor tecnico è Umbro. La divisa primaria è costituita da maglia blu con colletto a polo con decorazioni di bianche e rosse come le estremità delle maniche, è presente una decorazione a "rombi" nel body di colorazione azzurra, pantaloncini e calzettoni sono blu con decorazioni bianche e rosse. La seconda divisa è formata da maglia bianca con colletto a polo bianco, le estremità delle maniche sono rosse, sono inoltre presenti decorazioni romboidali rossi, i pantaloncini sono bianchi con le medesime decorazioni romboidali della magli e i calzettoni sono bianchi. La terza è formata da maglia rossa con colletto a polo bianco, le estremità delle maniche sono bordate di bianco e blu, i pantaloncini sono bianchi decorati con linee oblique rossoblu, i calzettoni sono rossi.
| Casa | Trasferta | Terza divisa |

## Rosa
Rosa e numerazione sono aggiornati al 31 maggio 1991.
| N. |                        | Ruolo | Calciatore     |
| -- | ---------------------- | ----- | -------------- |
|    | Inghilterra (bandiera) | P     | Dave Beasant   |
| 6  | Scozia (bandiera)      | D     | Steve Clarke   |
|    | Inghilterra (bandiera) | D     | Jason Cundy    |
|    | Galles (bandiera)      | D     | Gareth Hall    |
| 18 | Norvegia (bandiera)    | D     | Erland Johnsen |
|    | Inghilterra (bandiera) | D     | Graeme Le Saux |
|    | Inghilterra (bandiera) | D     | David Lee      |
|    | Paesi Bassi (bandiera) | D     | Kenneth Monkou |
| 8  | Inghilterra (bandiera) | D     | Andrew Myers   |
|    | Inghilterra (bandiera) | D     | Ian Pearce     |
|    | Giamaica (bandiera)    | D     | Frank Sinclair |
|    | Inghilterra (bandiera) | C     | John Bumstead  |

| N. |                             | Ruolo | Calciatore       |
| -- | --------------------------- | ----- | ---------------- |
| 14 | Scozia (bandiera)           | C     | Craig Burley     |
|    | Inghilterra (bandiera)      | C     | Alan Dickens     |
|    | Inghilterra (bandiera)      | C     | Damian Matthew   |
|    | Inghilterra (bandiera)      | C     | Eddie Newton     |
|    | Inghilterra (bandiera)      | C     | Graham Stuart    |
|    | Irlanda (bandiera)          | C     | Andy Townsend    |
|    | Inghilterra (bandiera)      | C     | Dennis Wise      |
|    | Inghilterra (bandiera)      | A     | Kerry Dixon      |
|    | Scozia (bandiera)           | A     | Gordon Durie     |
|    | Scozia (bandiera)           | A     | Kevin McAllister |
|    | Irlanda del Nord (bandiera) | A     | Kevin Wilson     |

## Calciomercato
| Arrivi | Arrivi        | Arrivi        | Arrivi   |
| R.     | Nome          | da            | Modalità |
| ------ | ------------- | ------------- | -------- |
| A      | Dave Mitchell | Newcastle Utd | ?        |
| C      | Andy Townsend | Norwich City  | ?        |
| C      | Dennis Wise   | MK Dons       | ?        |

| Partenze | Partenze        | Partenze         | Partenze |
| R.       | Nome            | a                | Modalità |
| -------- | --------------- | ---------------- | -------- |
| A        | Dave Mitchell   | Swindon Town     | ?        |
| C        | Peter Nicholas  | Watford          | ?        |
| P        | Kevin Hitchcock | Northampton Town | ?        |
| D        | Graham Roberts  | West Bromwich    | ?        |
| D        | Clive Wilson    | QPR              | ?        |

## Statistiche

### Statistiche di squadra
| Competizione        | Punti | Totale | Totale | Totale | Totale | Totale | Totale |
| Competizione        | Punti | G      | V      | N      | P      | Gf     | Gs     |
| ------------------- | ----- | ------ | ------ | ------ | ------ | ------ | ------ |
| Campionato          | 49    | 38     | 13     | 10     | 15     | 58     | 69     |
| FA Cup              | -     | 1      | 0      | 0      | 1      | 1      | 3      |
| Football League Cup | -     | 9      | 5      | 2      | 2      | 19     | 11     |
| Full Members Cup    | -     | 2      | 1      | 0      | 1      | 1      | 1      |
| Totale              | -     | 50     | 19     | 12     | 19     | 79     | 84     |